# Pyrrosia asterosora
Pyrrosia asterosora là một loài thực vật có mạch trong họ Polypodiaceae. Loài này được (Baker) Hovenkamp miêu tả khoa học đầu tiên năm 1984.